# Nanayatla
Nanayatla är en ort i Mexiko.   Den ligger i kommunen Xochiatipan och delstaten Hidalgo, i den sydöstra delen av landet, 180 km nordost om huvudstaden Mexico City. Nanayatla ligger 436 meter över havet och antalet invånare är 544.
Terrängen runt Nanayatla är kuperad. Runt Nanayatla är det ganska tätbefolkat, med 80 invånare per kvadratkilometer. Närmaste större samhälle är Xochiatipan de Castillo, 2,7 km väster om Nanayatla. I omgivningarna runt Nanayatla växer huvudsakligen savannskog.